# Bernardo di Botone
Bernardo di Botone, generalmente noto come Bernardo da Parma e in latino Bern(h)ardus Parmensis dal suo luogo di nascita (Parma, inizio del XIII secolo – Bologna, 24 marzo 1266), è stato un giurista di diritto canonico, decretalista e glossatore italiano.
Fu un noto canonista italiano del XIII secolo.

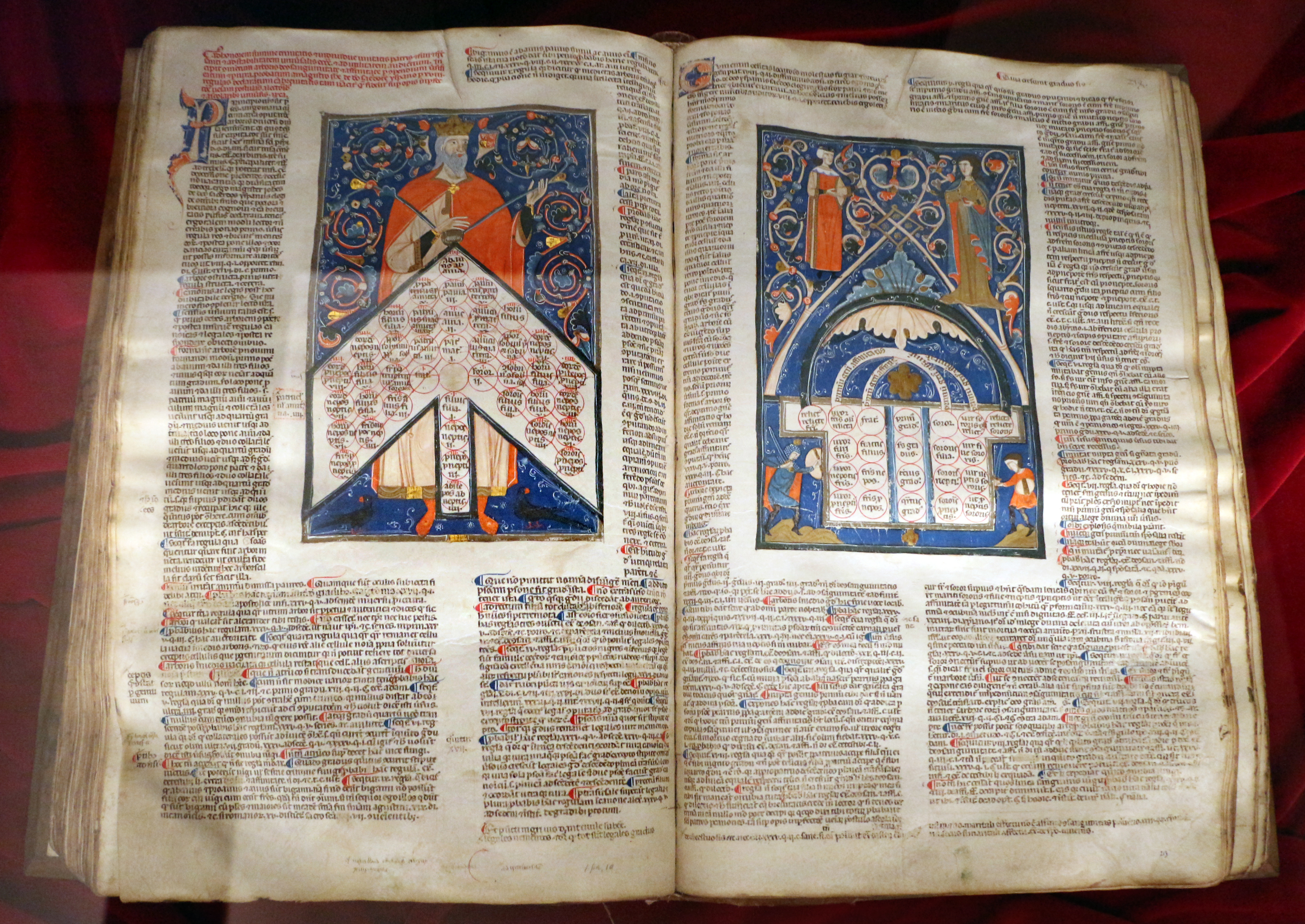
Decretali di
Innocenzo IV e Gregorio X con il commento di Bernardo, 1260 circa

## Biografia
Nacque a Parma da una famiglia probabilmente di piccola nobiltà feudale, che traeva il nome da una località, Botonus (forse Bottone, attualmente un borgo del comune di Traversetolo in provincia di Parma); la precisa data di nascita di Bernardo è sconosciuta e si colloca tra la fine del XII e l'inizio del XIII secolo.
Studiò all'Università di Bologna, sotto Tancredi e Vincenzo Ispano, dove più tardi accettò la cattedra di diritto canonico. Guglielmo Durand fu suo discepolo. Secondo l'iscrizione sulla sua lapide egli fu Cancelliere dell'Università di Bologna. Bernardo ottenne un canonicato nella Cattedrale di Bologna e fu anche nominato cappellano da Papa Innocenzo IV e Papa Alessandro IV, dal quale fu impiegato nel risolvere questioni molto delicate.
Morì nel 1263, o, secondo Hurter, il 24 marzo 1266.

## Opere

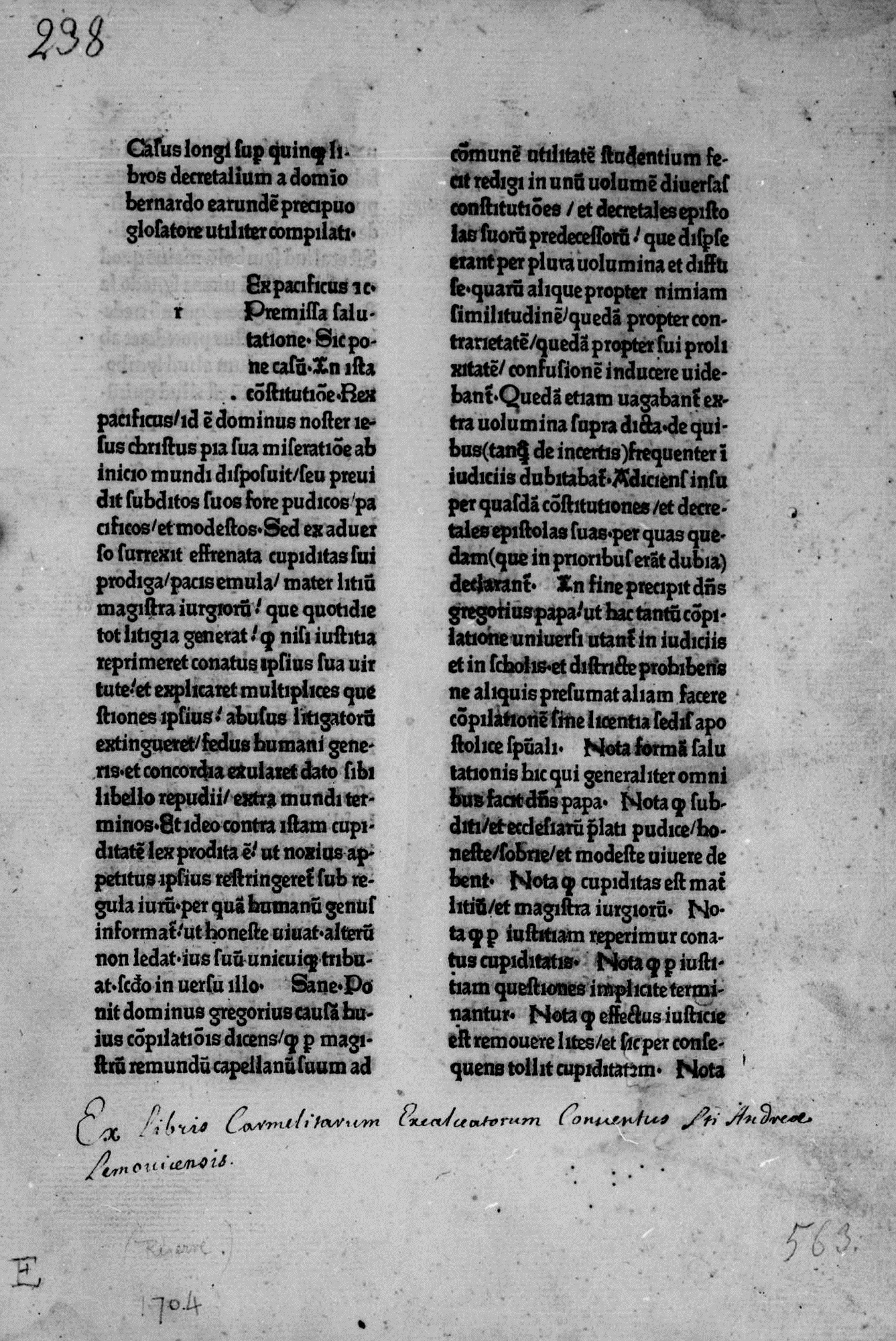
Casus longi super quinque libros Decretalium, Paris 1475

Bernardo ha trovato ampio spazio per la sua attività letteraria nel suo ramo prescelto, il Diritto Canonico. Da glosse, riassunti e opere simili, che erano apparse sulle Decretali di Gregorio IX e da altre collezioni, ha completato un lavoro sulle Decretali gregoriane poco prima della sua morte. Tutto questo, a motivo della sua grande conoscenza delle collezioni precedenti e la buona padronanza della sua materia, gli ha procurato l'ammirazione dei suoi contemporanei, così che egli è stato considerato "glossatore", e il suo lavoro, comunemente noto come Glossa ordinaria, divenne la fonte preziosa di glosse successive, che sono state stampate assieme alla collezione di Papa Gregorio IX.
Bernardo ha avuto cura di annotare ciò che aveva preso da altri, mentre i suoi commenti sono stati firmati "Bern".
Un altro lavoro, intitolato "Summa super Titulis Decretalium", era basato su scritti simili del suo magister decretorum, Tancredi, di Bernardo da Pavia e altri. Si tratta di un trattato chiaro e conciso, che si trova nelle opere di Niccolò Tedeschi (Milano, cinque volumi in folio).

### Edizioni

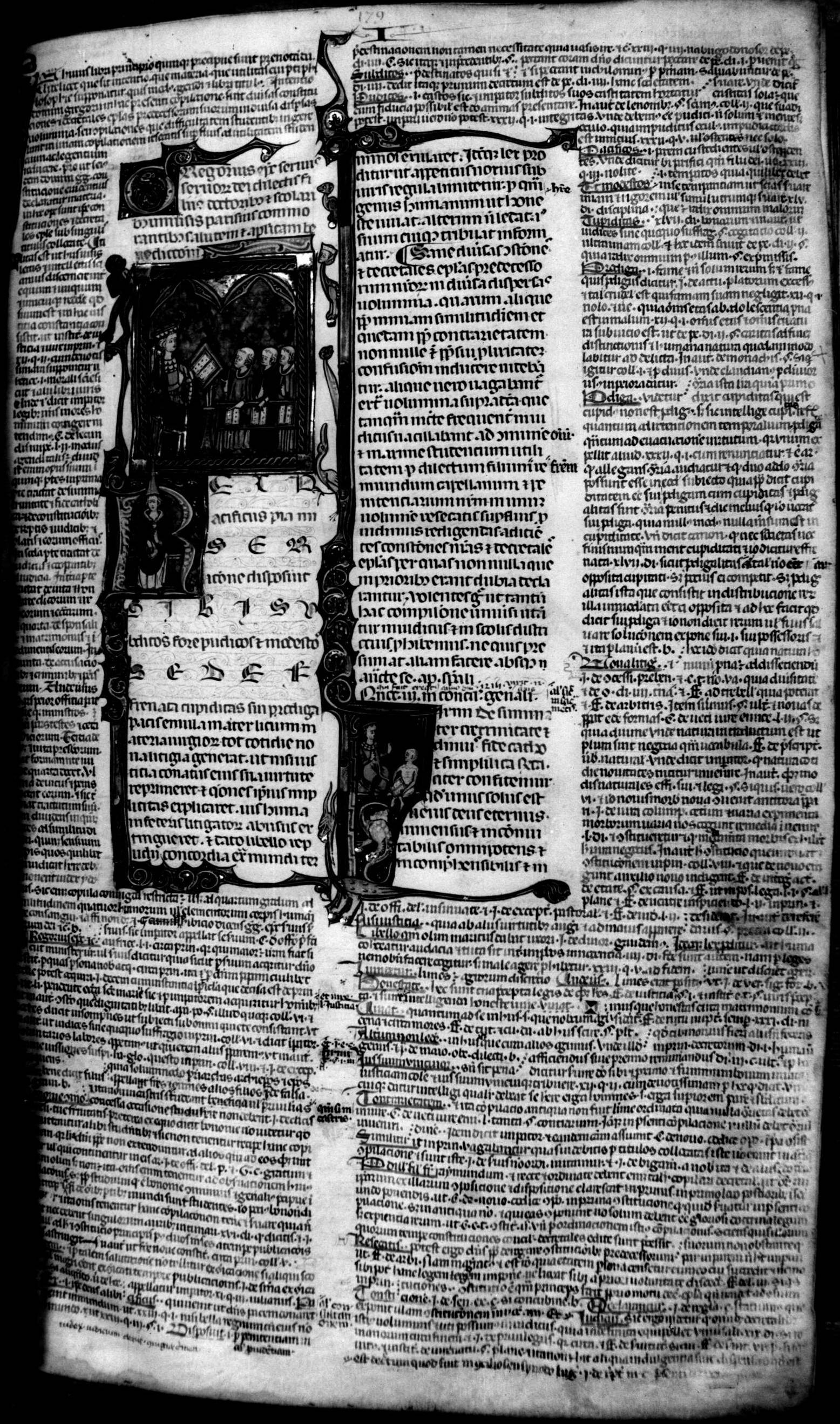
Collectio iuris canonici, manoscritto, XIV secolo. Cambrai, Mediathèque municipale, Fonds manuscrits, Ms. 619 (antea 571).

La Glossa ordinaria è stata data alla stampa a Magonza nel 1472, 1473, e a Roma nel 1474. In questa edizione romana ci sono aggiunte, in particolare dalla Novella commentaria di Giovanni d'Andrea (morto nel 1348).
Il suo Casus longi su diversi capitoli degli stessi Decretali gregoriani (Liber Extra) è stato spesso modificato: Parigi, 1475, Venezia, 1477, Bologna, 1487; Strasburgo, 1488, 1493, Lione, 1500.
- (LA) Casus longi super quinque libros Decretalium, Paris, Pierre de Keysere & Johannes Stol, 1475.

### Manoscritti
- Collectio iuris canonici, inc. In huius libri principio quinque precipue sunt prenotanda..., XIV secolo, Cambrai, Mediathèque municipale, Fonds manuscrits, Ms. 619 (antea 571).